# 連邦院

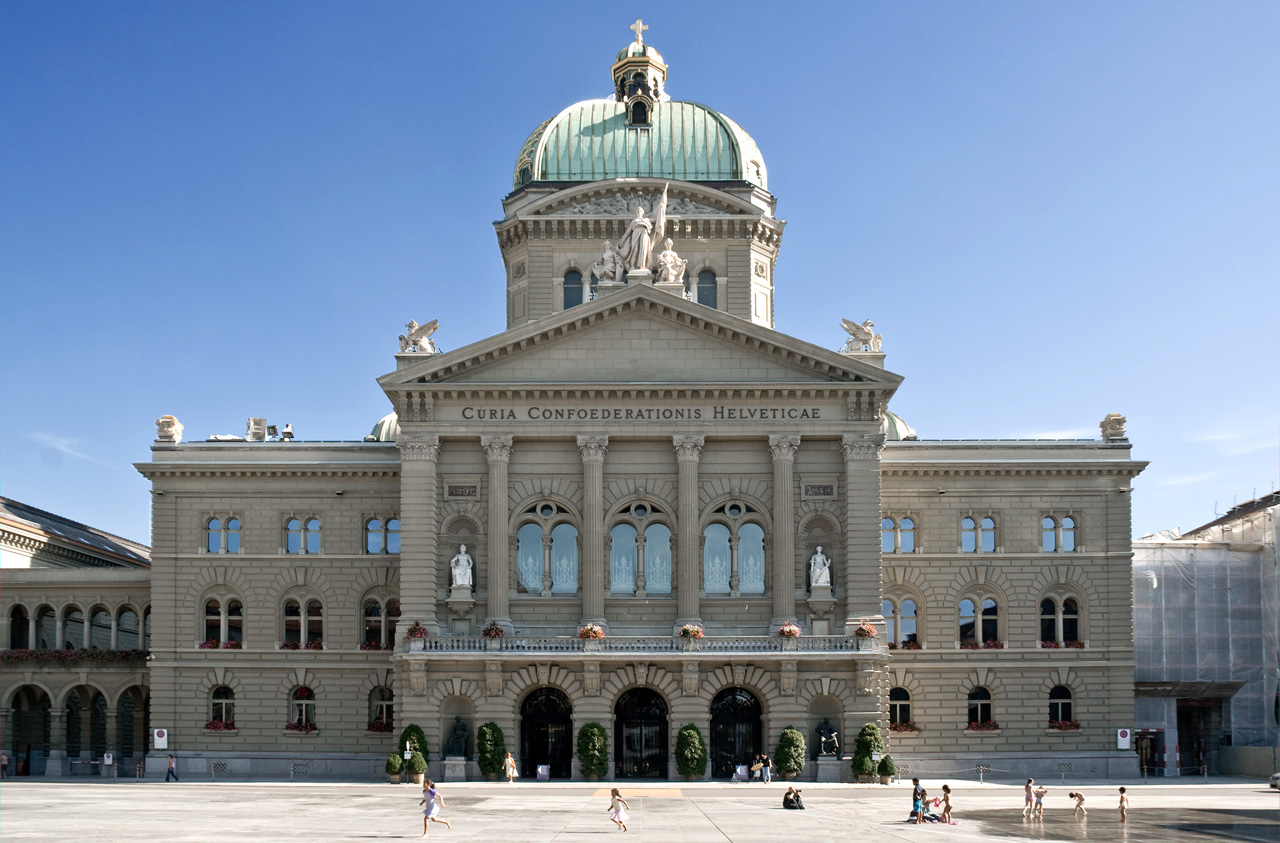
連邦議会議事堂の北正面

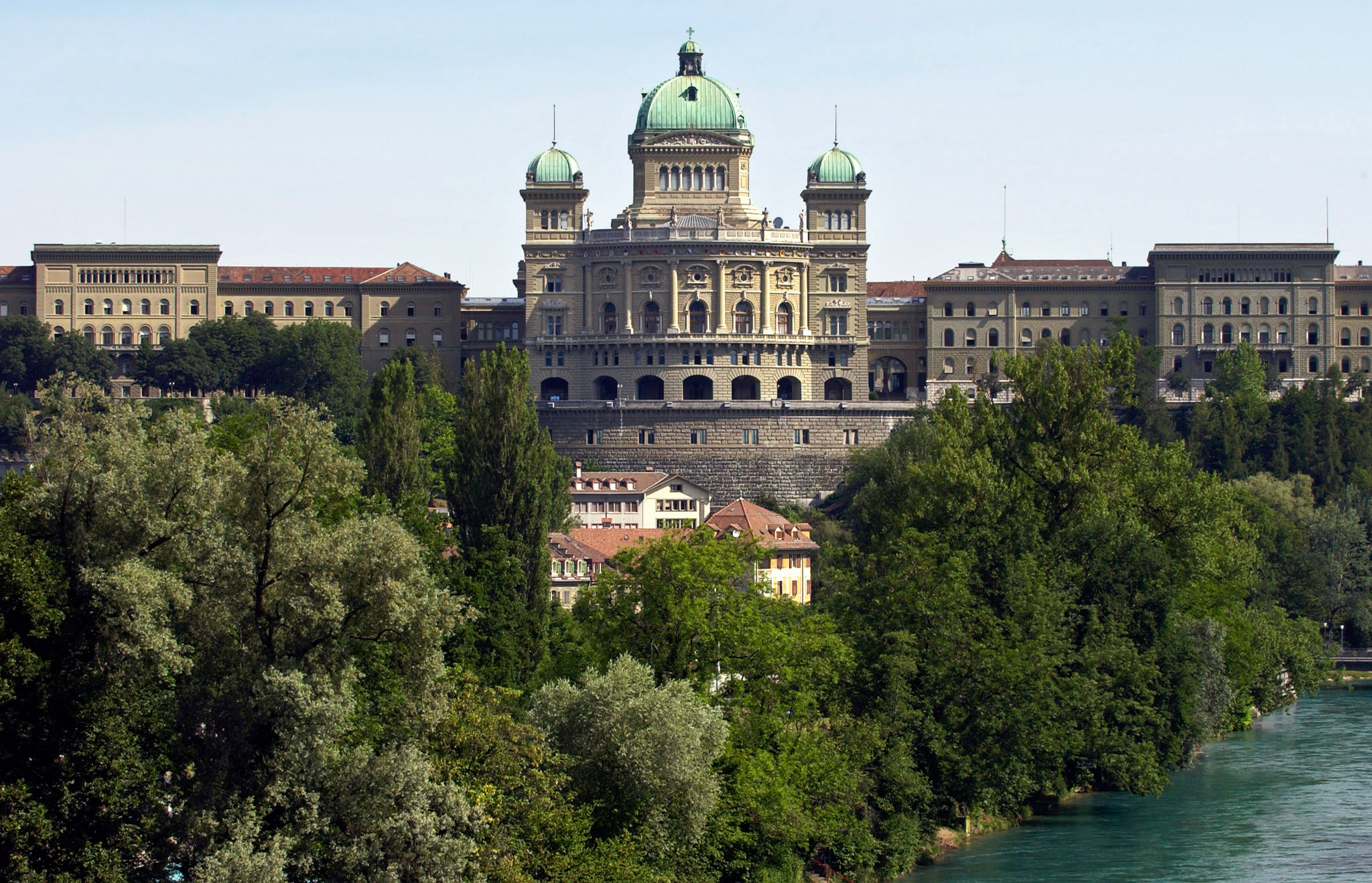
連邦議会議事堂の南正面

連邦院（れんぽういん、独：Bundeshaus、仏：Palais fédéral、伊：Palazzo federale）は、スイスの連邦議会議事堂と政府各省庁のオフィスの入った建物。ベルンにある。
一般に観光用などに連邦議会議事堂と訳されていることが多いが、議事堂でもあり政府各省庁のオフィスでもある。

## 名称
ドイツ語で「Bund」は「連邦」、「Haus」は家屋や大規模な建築物を指す言葉であり、「議院」「院」のように訳すこともある。その他公用語であるフランス語、イタリア語の名称は「仏Palais、伊Palazzo」は宮殿や大規模な建築物を、「仏fédéral、伊federale」は「連邦」を意味する。

## 歴史
西棟（Bundeshaus West）は1852年-1857年に完成し、東棟（Bundeshaus Ost）は1888年-1892年に完成した。
2003年には建物の前を整備し「連邦広場（Bundesplatz）」として有名な観光名所となっている。 

## 構成
建物内には以下の機関が入っている。
- 連邦議会（独:Bundesversammlung）：スイス議会の総体
  - 国民議会の議場（独:Nationalrat）：下院に相当する議院
  - 全州議会の議場（独:Ständerat）：上院に相当する議院
- 連邦参事会（独:Bundesrat）：議会統治制におけるスイス連邦政府の各省庁のオフィス

## 国会議事堂として

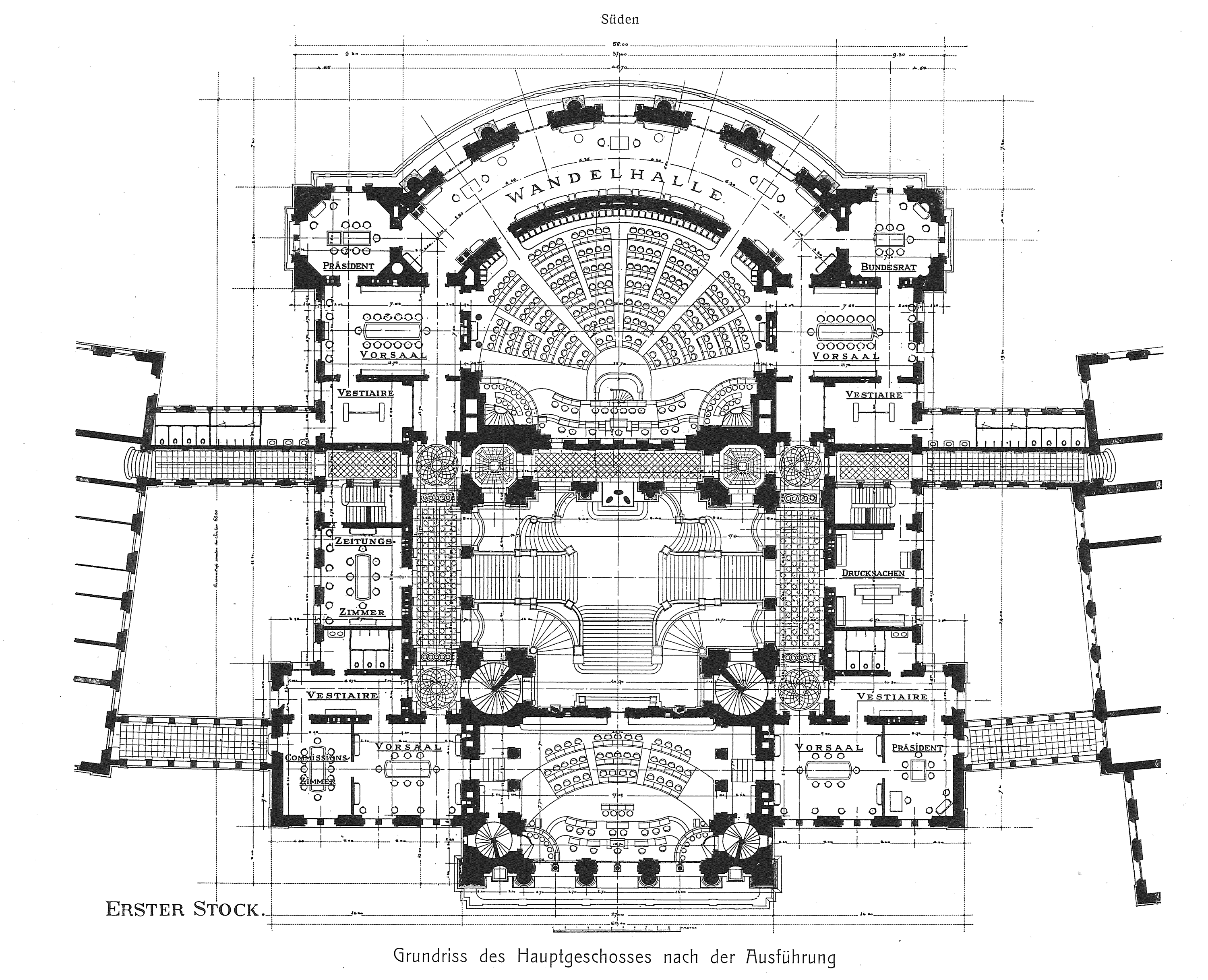
1階

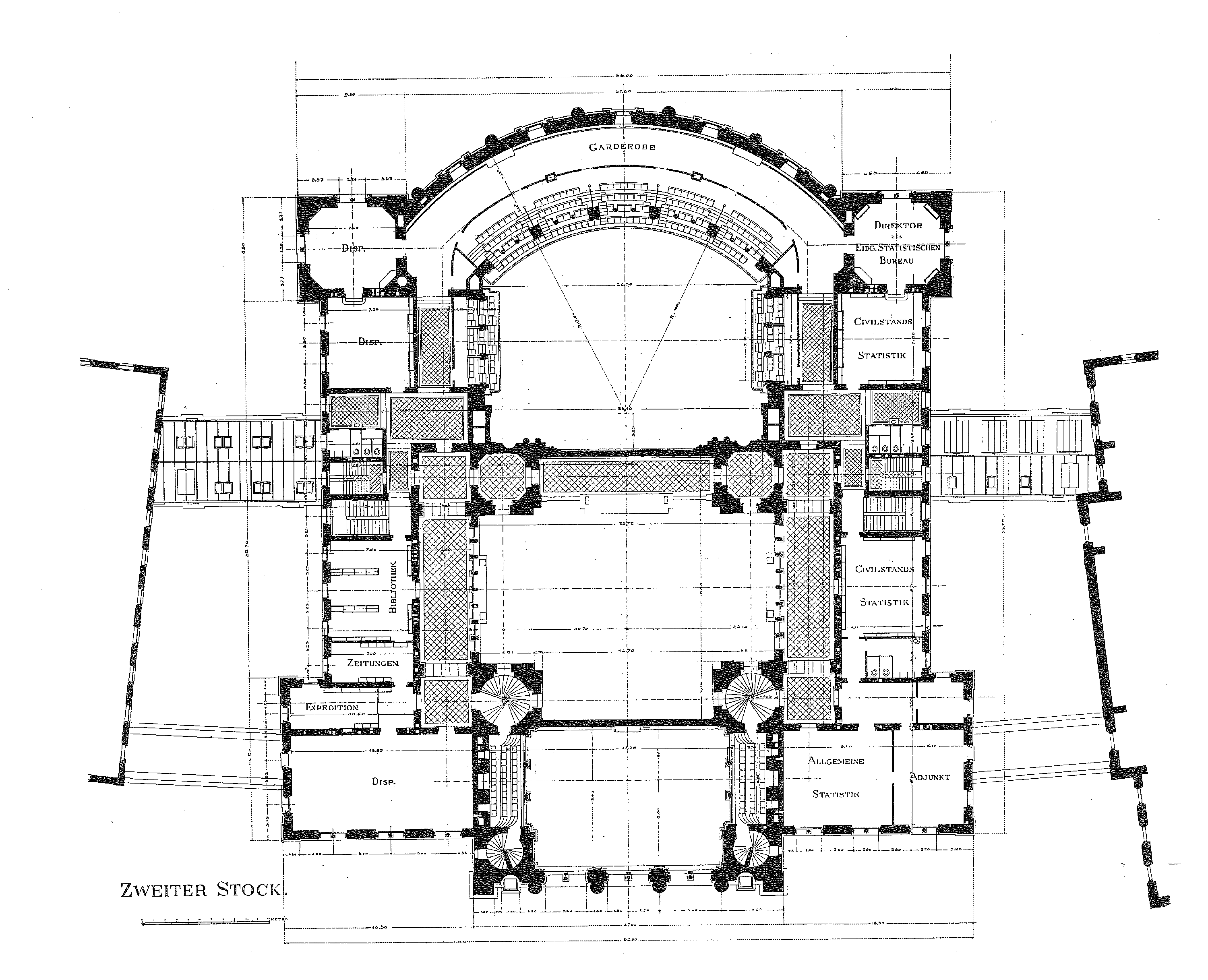
2階

ハンス・ヴィルヘルム・アウアーは、3つのテーマを含む国会議事堂のイメージ プログラムをデザインした。まず、建国神話、重要な機関、人物、場所、日付を通じて国の歴史が紹介される。第二に憲法の基礎と、その保護と一般的な国家美徳が強調されている。第三に建築と調度品はスイスの文化的、物質的、政治的、地理的、経済的多様性を示している。1885 年の時点で、アウアーは最初の草稿の説明報告書の中で次のように意図を明らかにしている。
「目的は、スイスの永遠の栄光、スイスの団結と結束の象徴、国民の芸術精神の最高の表現に役立つ作品を制作することである...ここに、アルプスの連鎖を眺めながら...スイスが立ち上がる国会議事堂は、その確固たる確立された制度、その安全な状況、祝福された繁栄、国力と国家の必要性の意識の表現の記念碑である。」

### ファサードとドーム
国会議事堂は、印象的なドームを備えたドラム缶が置かれた縦長の建物となっている。寺院のような柱廊玄関が北側のファサードに面しており、南側のファサードには 2 つの隅の塔と中央に広い膨らみがある。建物のシェルは主に、広い接合部を持つベルン砂岩で作られた巨大で平らなブロックで構成されており、ベースは異なる明るさと起源の 石灰岩で作られている。

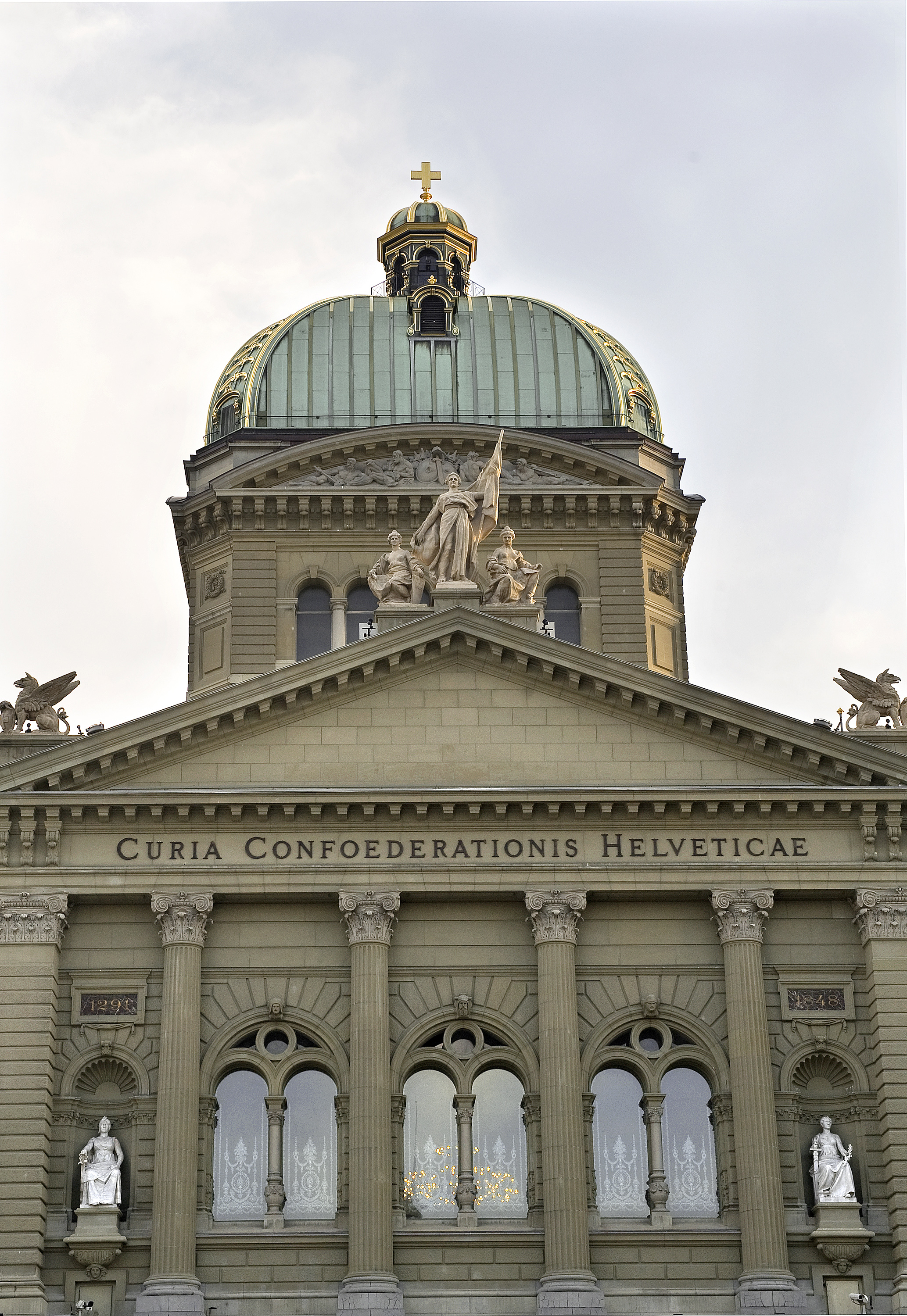
2023年に新しい芸術作品が切妻三角形に設置される前の柱廊玄関とドームの詳細図

銅張りのドームは、完成後最初の数年間は赤い色合いをしていましたが、約四半世紀後には特徴的なターコイズグリーンの緑青が形成されました。ヴォールトリブは金箔で覆われています。ドームの上部、高さ約60 メートルのランタンには、金メッキのスイス十字架がある。ドームは 22 個の窓 (当時の州の数に相当) を備えた四角いドラムで支えられています。窓の上にはリチャード・キスリング作のセグメント状の切妻のレリーフがあり、警戒を象徴しています。西側には鷲の巣のある「高い時計」、東側には木の積み上げられた「丘の時計」が見えます。の号砲が発砲され、北側と南側には武器の山の周りに警備員が陣取った「谷の見張り」が配置されていた。
柱廊玄関の切妻は鈍角三角形の形をしている。その下には、 Curia Confoederationis Helveticae（「スイス連邦の市庁舎」）という文字が見える。切妻畑は当初、芸術的な装飾が施される予定だったが、2023年まで空き地のままだった。2023年9月12日の連邦憲法制定175周年を記念して、鼓膜は芸術家夫婦ルネ・レヴィとマルセル・シュミットによる芸術作品「ティロ」で装飾された。246枚のセラミック・タイルで構成されている (国家評議会および国家評議会のメンバーの数)。この名前は、黒人初の全国議員ティロ・フレイを彷彿とさせている。破風上部の台座には彫刻家ロド作の彫像群が立っています。中央の図は「政治的独立」と名付けられ、スイス連邦国家を象徴する女性であるヘルヴェティアを表している。彼女は直立して左手で旗竿を持ち、右手で揺れる旗を持ちます。彼女の両側には、寓話的な座り込みの女性像が2 人配置されている。左側は羽ペンと紙を持った行政府、右側は規則と「Lex」（「法」）と書かれた看板を持った議会である。切妻の角柱の上にあるアンセルモ・ラウレンティ作の2 頭のグリフィンが国家の基礎を守っている。左は強さを表し、右は知性を表しいる。

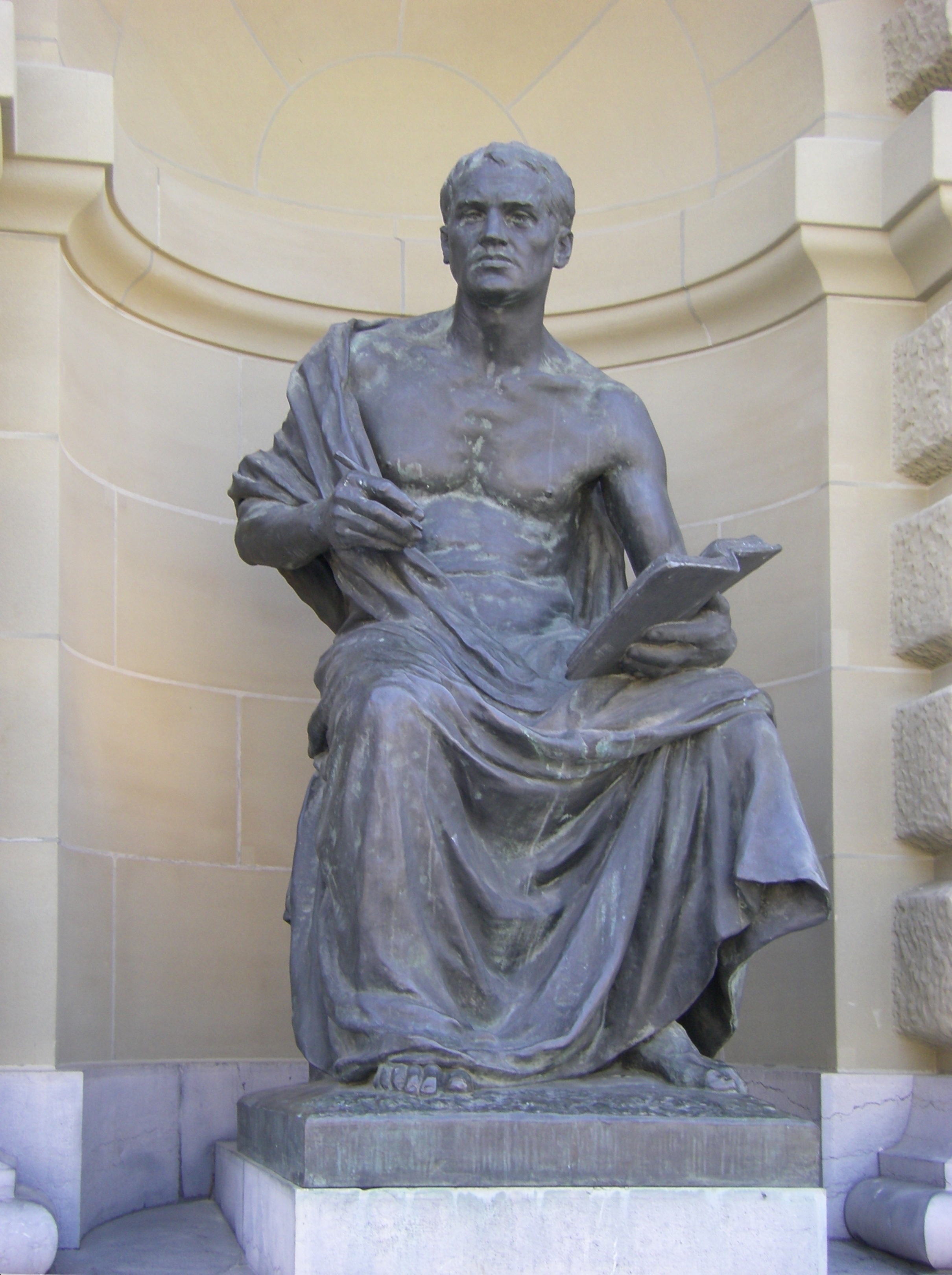
現在の歴史家

4つの複合柱が柱廊玄関を 5 つのフィールドに分割している。ロゼットが付いた国務院ホールのアーチ型の窓は、中央の 3 つのフィールドにあります。ジョゼフ・ヴェッターがデザインしたその要石は、兜をかぶった戦士の頭の形をしており、古代スイスの 3 つの部族を表しています。左から右に、アレマンヌ、ブルゴーニュ、ロンバルドである。ジェームズ・ヴィバート作の寓話的な彫像が 2 体、窓の隣の隙間を占めている。左側の女性は、鎖につながれた2つの壊れた手錠を持ち、自由を体現している。上の野原には、リュトリの誓いを記念する金色の文字で1291年が記されている。右側の女性像は平和の体現としてヤシの枝と剣を手に持っており、上のフィールドの1848年の黄金年は、連邦憲法の採択を示している。
エントランスエリアも5つのエリアに分かれています。国会議事堂の内部には 3 つの入り口があり、その隣の 2 つの壁龕にはモーリス レイモンドの像が置かれています。左側では、過去の歴史家である読書中の老人が、入場してきた国会議員に行動の指針として歴史の本を差し出している。右側では、現代の歴史家である若い男性が、同じ国会議員たちに、彼らの決定が歴史に永久に残ることを思い出させる仕掛けとなっている。レイモンドは入場門の上の要石も作成した。男性の頭は、そこに入る人々に美徳を思い出させることを目的としている。左側の狼の皮をかぶった頭は勇気を象徴し、中央の頭は穀物の穂と樫の葉の髪が知恵を象徴し、右側の雄牛の帽子をかぶった頭は強さを象徴している。
6 本の複合柱が、連続するバルコニー コーニスの上にある南ファサードの丸い部分を構成しています。屋根裏部屋の柱には、人々とその職業のさまざまな代表者を描いた 6 つの彫像があります。左から右へ、戦士、職人、芸術家、学者、商人、農民である。最初の 3 つの彫像はカール・アルフレッド ランツが作成し、他の彫像はナターレ・アルビセッティが作成したものである。屋根裏部屋の下のコーニスにはスイス連邦を構成する23の州の紋章が飾られている(半分の州はそれぞれ紋章を共有しています)。コーナータワーの両方のメインフロアの窓の頂部はライモンド・ペレダによってデザインされました。彼らは、ここで働く国会議員の最も重要な専門分野である貿易、科学、産業、芸術を代表しています。ロド作の翼のある女性像がアーチ型窓の要石を飾っています。彼らの象徴的な任務は、議会の決定を国中に伝えることである。

### ドームホール
国会議事堂の建築上の焦点であり最も重要な部屋は、入口エリアと国家評議会および国家評議会の部屋を繋ぐ神聖な外観のドーム型のホールである。ここだけで 15 種類の異なる岩石が加工されたとされている。主に石灰岩だが、大理石や花崗岩も存在する。ホールの間取りはギリシャ十字の形をしている。バレ・ ヴォールトは十字架の鈍い端の上にそびえ立っている。ホールはガラスのドームでアーチ型になっており、その上に国会議事堂のドームがそびえ立っている。アウアーは、階段を登ることに儀式的な性格を与えるような方法で自立階段を設計した。彼の建築的演出において、彼は司祭の役割を経た人民の代表者を割り当て、司祭たちは議会の活動によって絶えず国家を新たに創設しなければならない。

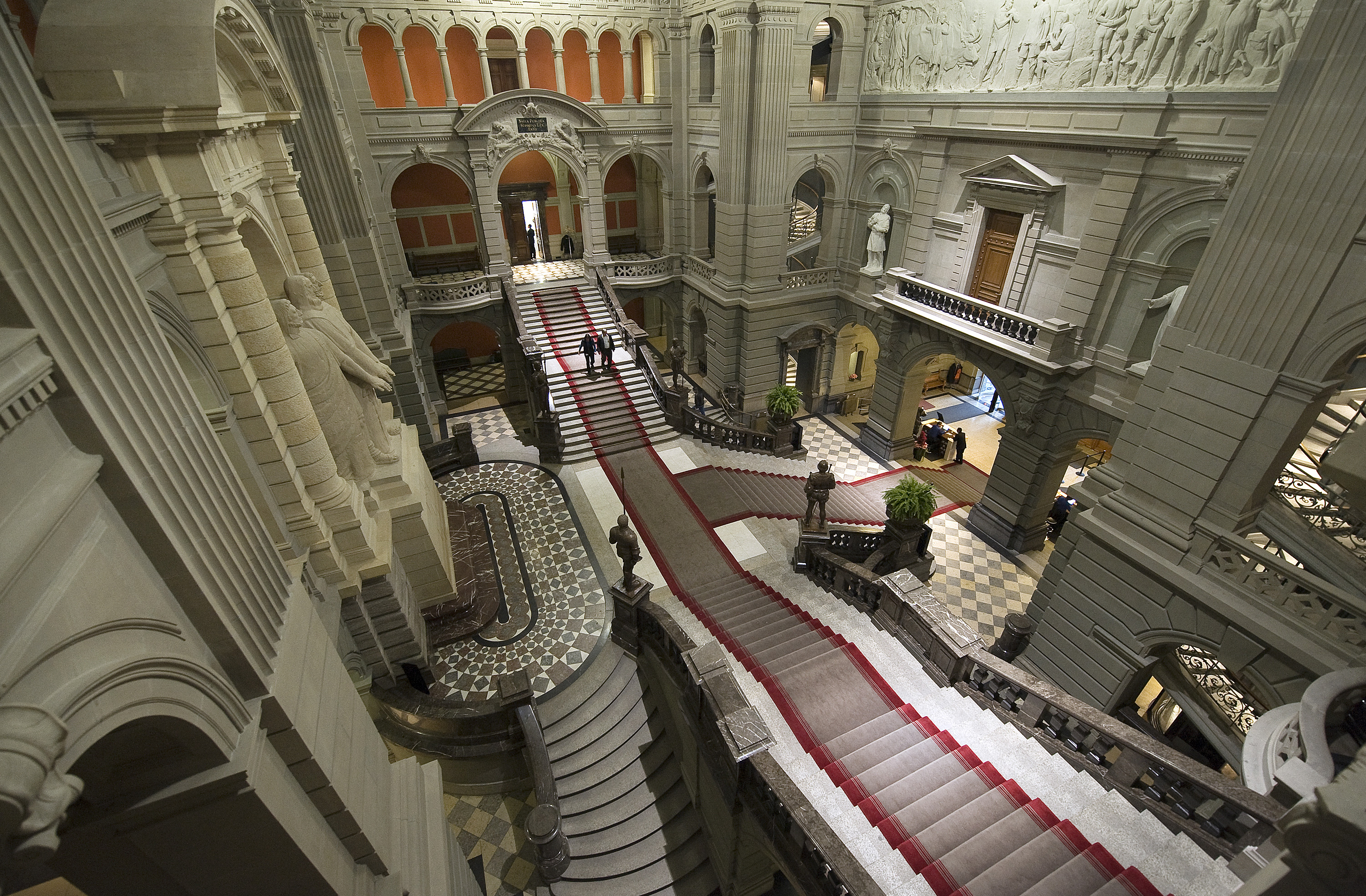
ドームホール下部の様子

正面にある小さな玄関ホールは、控えめな配色の石の落ち着いた雰囲気をまとっている。これは、訪問者の注意をその背後にあるドームホールに引き付けることを目的としている。ウルス・エッゲンシュワイラー作の 2 つのクマの像が踊り場の左右に設置されている。彼らはスイスの国章を足に掲げており、ベルンの寛大さが連邦宮殿の建設を可能にしたことを思い出させる。座っている姿勢は、クマのエルラッハ記念碑のクマに似ている。ジェームス ヴィベール作の 2 つのボウルが階段の手すりの一番下の柱に置かれており、山と谷を区別することでスイスを特徴づけている。右のボウルには、山の住人が下の洞窟に避難している間、岩の上でアルプホルンを吹いている羊飼いが描かれている。左側では、網を投げる漁師が谷の住人を表しています。彼の下では二人のニンフが波の中で竪琴を演奏している。

## 西棟

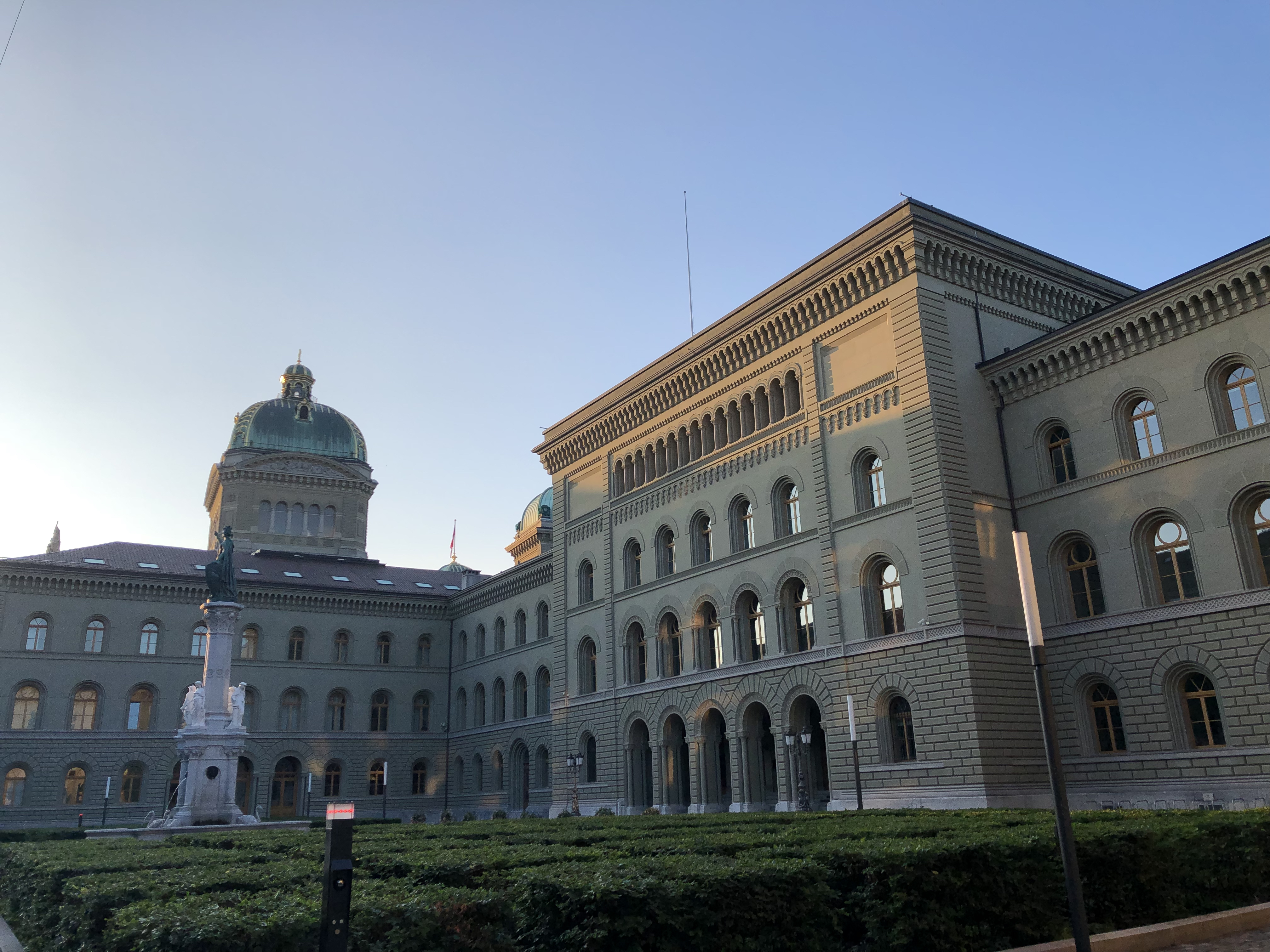
連邦院西棟

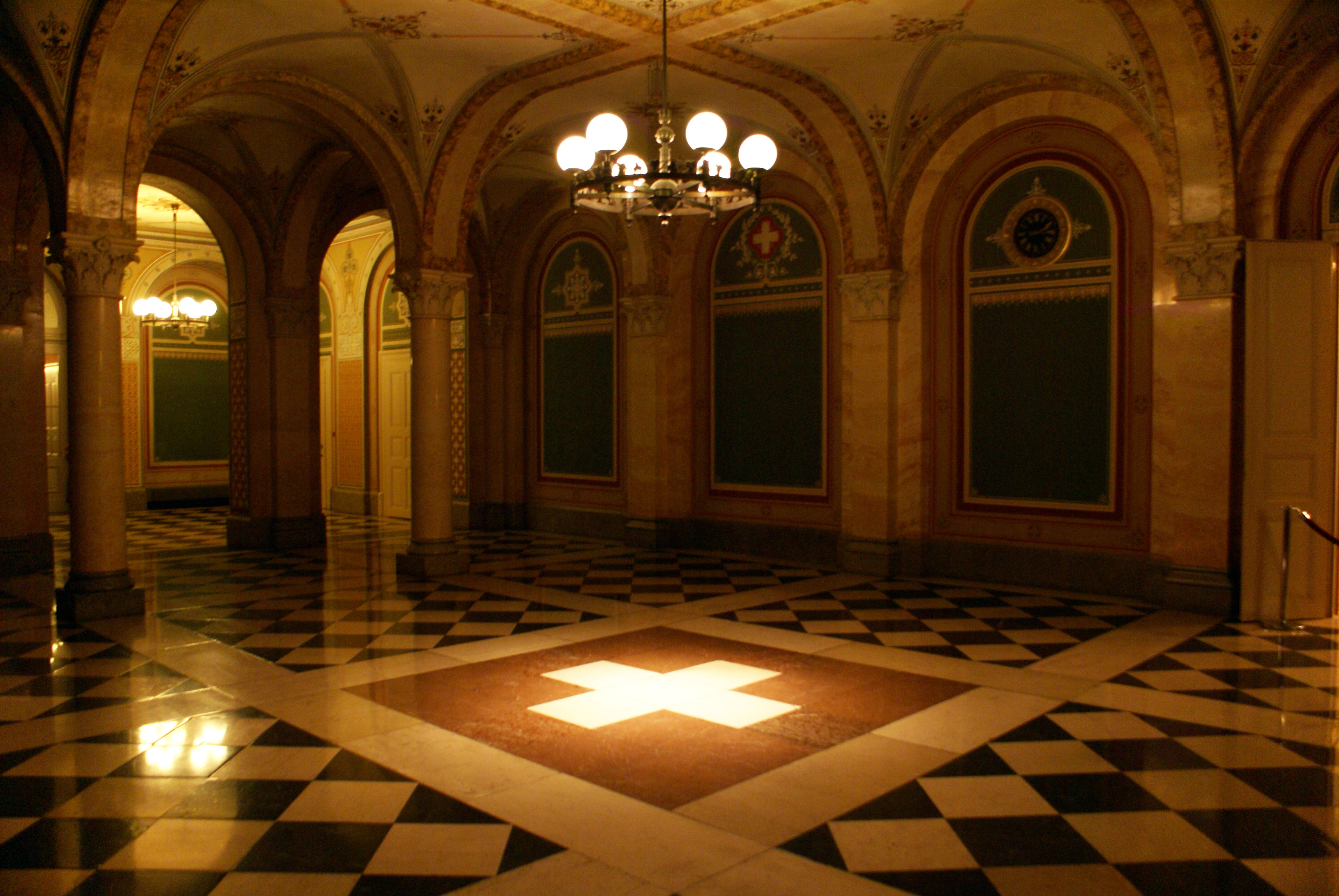
西棟1階

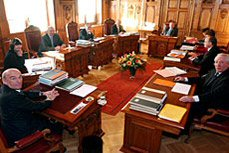
連邦参事会の会議室

連邦院西棟 (旧連邦市庁舎) は、外務省(EDA) と司法・警察省(FDJP) の本部であり、連邦事務局の所在地でもある。
建物はU字型の間取りで、ベルナブルンネンのある中庭を囲んでいる。噴水の上に置かれた像は、ベルンの街を象徴する女性像であるベルナを描いている。連邦院西棟は4 階建ての中央突出部を除き、全体で3階建てである。2 つのアーケードが国会議事堂とつながっている。ファサードはシンプルに保たれており、幅広の目地を持つベルン砂岩のブロックで構成されている。ベースは2種類の石灰岩で作られている。中央の突起はグシュタイヴィラー産の石灰岩で、部分的に強くて明るい鉱脈がある。建物の残りの部分にはメルリゲン近くの落石で得た石灰岩が使用されており、貨幣石、牡蠣、サンゴの化石が見られる。
側翼には議会室の古い構造はほとんど残っていない。例外は西棟にある旧国民評議会室（現在は国会図書館）で、ロゼット付きの隣接する 5 つのアーチ型窓が保存されている。中央突出部のエントランスホールから大階段を上がって1階本ホールへ向かうと、この敷地内の壁と天井には装飾的な絵画が施されている。本堂の床には石造りのスイス十字架が埋め込まれている。メインホールの南には 4 つの部屋があり、総称して連邦議会室または「連邦参事会棟」と呼ばれている。これらは、連邦参事会の前室、会議室、連邦大統領の応接室 、連邦大統領の執務室、副大統領執務室が置かれている。
連邦参事会参事は毎週水曜日に会議室に集まりまることになっている。ハンス・ヴィルヘルム・アウアーは1889年に部屋、特に羽目板を再設計した。彼は1857年に作成された漆喰の天井と、最後に残っていたガス燭台（元の 162 個のうち）を引き継いだ。連邦参事と連邦首相の机は円形に配置されています。サロンとオフィスは謁見室です。4つの部屋は一連のスタイルでデザインされており、オフィスはロココ様式、サロンはバロック様式、会議室はルネッサンス様式である。前室はもともとゴシック様式を表していましたが、1930 年頃に完全に再設計され、アールデコ調のパネルが施されました。
2010 年に連邦宮殿周辺のデザインのコンペが発表され、地元の景観建築家マウルス・シッフェリとシモン・シェーニが優勝した。この作品は最小限の介入が特徴であり、 2010年にハーセン(賞)によって認められた。
連邦院西棟にあるEDAの最も重要な会議室は、スイスの外交官であり「諸国民の中の正義」であるカール・ルッツにちなんで、彼の命日である2018年2月12日に「サル・カール・ルッツ」と改名された。